# Wereldkampioenschappen veldlopen 1980
De 8e versie van het IAAF wereldkampioenschappen veldlopen vonden plaats op 9 maart 1980 op de Hippodrome de Longchamp, Parijs, Frankrijk. 

## Uitslagen

### Mannen senioren
| Plaats | Atleet               | Land                     | Tijd (min.s) |
| ------ | -------------------- | ------------------------ | ------------ |
| Goud   | Craig Virgin         | Verenigde Staten         | 37.01        |
| Zilver | Hans-Jürgen Orthmann | Bondsrepubliek Duitsland | 37.02        |
| Brons  | Nick Rose            | Engeland                 | 37.05        |
| 4      | Leon Schots          | België                   | 37.11        |
| 5      | John Robson          | Schotland                | 37.20        |
| 6      | Aleksandr Antipov    | Sovjet-Unie              | 37.21        |
| 7      | Leonid Moseyev       | Sovjet-Unie              | 37.21        |
| 8      | Antonio Prieto       | Spanje                   | 37.21        |
| 9      | Steve Jones          | Wales                    | 37.23        |
| 10     | Bernie Ford          | Engeland                 | 37.25        |
| ..     |                      |                          |              |
| 11     | Karel Lismont        | België                   | 37.27        |
| 20     | Klaas Lok            | Nederland                | 37.48        |
| 21     | Alex Hagelsteens     | België                   | 37.49        |
| 38     | Eddy De Pauw         | België                   | 38.10        |
| 44     | Frank Grillaert      | België                   | 38.34        |
| 57     | Roger De Vogel       | België                   | 38.40        |
| 82     | Gerard Tebroke       | Nederland                | 39.04        |
| 86     | Tonni Luttikhold     | Nederland                | 39.09        |
| 90     | Henk Mentink         | Nederland                | 39.11        |
| 97     | Piet Waaning         | Nederland                | 39.18        |
| 107    | Johan Geirnaert      | België                   | 39.30        |
| 126    | Piet Vonck           | Nederland                | 39.57        |
| 139    | Jo Schout            | Nederland                | 40.17        |
| 162    | Leon Weyers          | Nederland                | 41.28        |
|        | Willy Polleunis      | België                   | DNF          |
|        | Robert Lismont       | België                   | DNF          |

| Plaats | Land                                                                                               | Punten                           |
| ------ | -------------------------------------------------------------------------------------------------- | -------------------------------- |
| Goud   | Engeland Nick Rose Bernie Ford Barry Smith Steve Kenyon Nick Lees Graham Tuck                      | 3 + 10 + 14 + 17 + 19 + 37 = 100 |
| Zilver | Verenigde Staten Craig Virgin Daniel Dillon Kenneth Martin Steve Plasencia Don Clary Mark Anderson | 1 + 12 + 23 + 36 + 43 + 48 = 163 |
| Brons  | België Leon Schots Karel Lismont Alex Hagelsteens Eddy De Pauw Frank Grillaert Roger De Vogel      | 4 + 11 + 21 + 38 + 44 + 57 = 175 |

### Mannen junioren
| Plaats | Atleet                | Land             | Tijd (min.s) |
| ------ | --------------------- | ---------------- | ------------ |
| Goud   | Jordi García          | Spanje           | 22.17        |
| Zilver | Valeriy Gryaznov      | Sovjet-Unie      | 22.23        |
| Brons  | Ed Eyestone           | Verenigde Staten | 22.27        |
| 4      | Denis Stark           | Canada           | 22.34        |
| 5      | Tom Downs             | Verenigde Staten | 22.34        |
| 6      | Sergey Kiselyov       | Sovjet-Unie      | 22.36        |
| 7      | Ildar Denikeyev       | Sovjet-Unie      | 22.38        |
| 8      | Guy Léfèvre           | België           | 22.41        |
| 9      | Andrea Prassedi       | Italië           | 22.47        |
| 10     | Paul Davies-Hale      | Engeland         | 22.52        |
| ..     |                       |                  |              |
| 14     | Johan Van Oost        | België           | 22.59        |
| 31     | William Van Dijck     | België           | 23.23        |
| 33     | Jean-Emmanuel Lassoie | België           | 23.26        |
| 44     | Eddy Stevens          | België           | 23.39        |
| 58     | Luc Sadones           | België           | 23.55        |

| Plaats | Land                                                                       | Punten                |
| ------ | -------------------------------------------------------------------------- | --------------------- |
| Goud   | Sovjet-Unie Valeriy Gryaznov Sergey Kiselyov Ildar Denikeyev Sergey Mishin | 2 + 6 + 7 + 35 = 50   |
| Zilver | Verenigde Staten Ed Eyestone Tom Downs William Graham Eric Sappenfield     | 3 + 5 + 11 + 56 = 75  |
| Brons  | Spanje Jordi García José Fernández Miguel Rubio Julio Perez                | 1 + 20 + 24 + 34 = 79 |

### Vrouwen senioren
| Plaats | Atleet             | Land                     | Tijd (min.s) |
| ------ | ------------------ | ------------------------ | ------------ |
| Goud   | Grete Waitz        | Noorwegen                | 15.05        |
| Zilver | Irina Bondarchuk   | Sovjet-Unie              | 15.49        |
| Brons  | Yelena Chernysheva | Sovjet-Unie              | 15.52        |
| 4      | Giana Romanova     | Sovjet-Unie              | 15.53        |
| 5      | Jan Merrill        | Verenigde Staten         | 15.57        |
| 6      | Svetlana Ulmasova  | Sovjet-Unie              | 16.00        |
| 7      | Penny Forse        | Engeland                 | 16.04        |
| 8      | Ellen Wessinghage  | Bondsrepubliek Duitsland | 16.05        |
| 9      | Kath Binns         | Engeland                 | 16.06        |
| 10     | Margaret Groos     | Verenigde Staten         | 16.09        |
| ..     |                    |                          |              |
| 16     | Carla Beurskens    | Nederland                | 16.19        |
| 38     | Marleen Mols       | België                   | 16.44        |
| 46     | Magda Ilands       | België                   | 16.51        |
| 47     | Rita Aerts         | België                   | 16.52        |
| 51     | Francine Peeters   | België                   | 16.59        |
| 66     | Denise Verhaert    | België                   | 17.18        |
| 70     | Brigit De Nijs     | België                   | 17.22        |
| 77     | Frederica Sieders  | Nederland                | 17.31        |
| 84     | Karin de Nijs      | Nederland                | 17.49        |
| 86     | Tineke Kluft       | Nederland                | 17.59        |
| 87     | Annie Rindt        | Nederland                | 17.59        |

| Plaats | Land                                                                             | Punten                |
| ------ | -------------------------------------------------------------------------------- | --------------------- |
| Goud   | Sovjet-Unie Irina Bondarchuk Yelena Chernysheva Giana Romanova Svetlana Ulmasova | 2 + 3 + 4 + 6 = 15    |
| Zilver | Engeland Penny Forse Kath Binns Sandra Arthurton Ruth Smeeth                     | 7 + 9 + 14 + 19 = 49  |
| Brons  | Verenigde Staten Jan Merrill Margaret Groos Julie Shea Brenda Webb               | 5 + 10 + 13 + 21 = 49 |

## Deelnemers
In totaal hadden zich 381 atleten uit 28 landen aangemeld.
- Algerije (17)
- België (21)
- Bondsrepubliek Duitsland (19)
- Canada (18)
- China (3)
- Denemarken (16)
- Engeland (21)
- Finland (9)
- Frankrijk (21)
- Hongarije (4)
- Ierland (21)
- Israël (4)
- Italië (20)
- Marokko (7)
- Nederland (14)
- Noord-Ierland (19)
- Noorwegen (7)
- Polen (5)
- Portugal (8)
- Schotland (21)
- Sovjet-Unie (17)
- Spanje (21)
- Tsjechoslowakije  (2)
- Tunesië (14)
- Verenigde Staten (21)
- Wales (20)
- Zweden (8)
- Zwitserland (3)

1973 · 
1974 · 
1975 · 
1976 · 
1977 · 
1978 · 
1979 · 
1980 · 
1981 · 
1982 · 
1983 · 
1984 · 
1985 · 
1986 · 
1987 · 
1988 · 
1989 · 
1990 · 
1991 · 
1992 · 
1993 · 
1994 · 
1995 · 
1996 · 
1997 · 
1998 · 
1999 · 
2000 · 
2001 · 
2002 · 
2003 · 
2004 · 
2005 · 
2006 · 
2007 · 
2008 · 
2009 · 
2010 · 
2011 · 
2013 · 
2015 · 
2017 · 
2019 · 
2023 · 
2024